# Entosphenus tridentatus
La lamprea del Pacífico (Entosphenus tridentatus) es una especie de pez agnato (sin mandíbulas) de la familia Petromyzontidae. Habita en las costas del norte del océano Pacífico.

## Descripción
Su coloración habitual en los adultos varia entre azul oscuro y verdoso en la parte superior de su cuerpo mientras que en la inferior es entre plateado y blanco; durante la época del desove,los adultos presentan una coloración marrón. Miden unos 41 cm de largo sin embargo, se tienen registros de una talla máxima de 76 cm.